# Due agenti molto speciali
Due agenti molto speciali (De l'autre côté du périph) è un film del 2012 diretto da David Charhon.

## Trama
Durante una serata il corpo di una donna morta viene trovato da due giovani, i quali chiamano un poliziotto che trovano li vicino: Ousmane Diakité. La donna morta è la moglie di un sindacalista francese. Il caso viene assegnato alla sezione dell'anti-crimine, capeggiata dall'ispettore capo François Monge e coadiuvata dal poliziotto che ha trovato la donna. Si va a formare una strana coppia di agenti, uno ligio al dovere, l'altro originario dei sobborghi, che riusciranno a risolvere il caso.

## Sequel
Il 6 maggio 2022 è stato pubblicato su Netflix il sequel del film, dal titolo Due agenti molto speciali 2 (Loin du périph).